# Fliegerhorst Alteno
Der Fliegerhorst Alteno war ein Fliegerhorst der Luftwaffe der Wehrmacht nahe Alteno, einem Ortsteil von Luckau.

## Geschichte
Der Fliegerhorst wurde 1938 komplett fertiggestellt. Vorher fand ein provisorischer Flugbetrieb statt. Die Start- und Landebahn hatte einen Grasuntergrund. Im Südwesten des Fliegerhorstes befanden sich Wirtschaftsbaracken und die Flugkontrolle. Im Westen innerhalb des Waldes waren Unterkunftsbaracken vorhanden. Schon ab 1936 war hier eine Flugschule der Luftwaffe für zweimotorige Flugzeuge untergebracht. Bis 1945 wechselten sich verschiedene Flugzeugführerschulen mit der Belegung des Platzes ab. Als erste fliegende aktive Einheit war hier, ab Oktober 1944, die III. Gruppe des Jagdgeschwaders 4, mit ihren Messerschmitt Bf 109 G/K stationiert.  
Die folgende Tabelle zeigt eine Auflistung aller fliegender aktiver Einheiten (ohne Schul- und Ergänzungsverbände) der Luftwaffe die hier zwischen 1938 und 1945 stationiert waren.
| Von          | Bis           | Einheit                                         | Ausrüstung                          |
| ------------ | ------------- | ----------------------------------------------- | ----------------------------------- |
| Oktober 1944 | November 1944 | III./JG 4 (III. Gruppe des Jagdgeschwaders 4)   | Messerschmitt Bf 109G               |
| Januar 1945  | Februar 1945  | III./JG 301                                     | Focke-Wulf 190A, Focke-Wulf Ta 152A |
| Februar 1945 | April 1945    | I./SG 77 (I. Gruppe des Schlachtgeschwaders 77) | Focke-Wulf 190F                     |

Nach Ende des Zweiten Weltkrieges blieb das Flugfeld zunächst ungenutzt, bis die Luftstreitkräfte der Nationalen Volksarmee ihn übernahmen. Nach den Umbauarbeiten von 1967, unter anderen wurde die Start- und Landebahn asphaltiert, war er als vollwertiger Flugplatz anzusehen. Er verfügte jedoch nur über eine einfache Infrastruktur mit wenigen Gebäuden und einigen Flugzeug-Abstellplätzen, außerdem war das Gelände nicht eingezäunt. Der Platz diente als Dezentralisierungsflugplatz des Jagdfliegergeschwaders 1 „Fritz Schmenkel“. Nach der Auflösung der Nationalen Volksarmee 1990 fand kein Flugbetrieb mehr statt. Bis 2009 wurden auf diesem Gelände Motorsportveranstaltungen vom MZA Luckau durchgeführt. Nach einer Zwischennutzung als Lagerplatz für Windkraftanlagen errichtete die Wirsol Solar AG Anfang 2012 auf dem östlichen Teil der Landebahn einen Solarpark mit 21 MWp Spitzenleistung.